# St. Joseph (Herne-Wanne)
Die Pfarrkirche St. Joseph in Herne-Wanne-Süd ist eine römisch-katholische Gemeindekirche im Pastoralverbund Wanne-Süd im Dekanat Emschertal des Erzbistums Paderborn.

## Baugeschichte
Ursprünglich gehörten die katholischen Bewohner des Dorfes Eickel und der Bauerschaften der Umgebung zur Pfarrei St. Gertrudis in Wattenscheid. Aus dieser heraus bildeten sich neue Pfarrgemeinden, um die wachsende Bevölkerung kirchlich zu versorgen. Aus den Gemeinden St. Marien und St. Laurentius wurde am 1. November 1907 die Pfarrgemeinde St. Joseph in Wanne-Süd gegründet, die seit 1894 den Gottesdienst in zwei als Notkirche dienenden Sälen feierte.
Bald darauf erwarb die Gemeinde ein Grundstück, gestiftet von Landwirt Heinrich Lechtape und Bauunternehmer August Franke. Am 22. Januar 1909 wurde die Genehmigung zum Bau der Kirche erteilt, am 7. September 1909 erfolgte der erste Spatenstich und am 17. April 1910 die Grundsteinlegung. Am 17. November 1912 wurde die Kirche durch den Bischof von Paderborn Karl Joseph Schulte feierlich konsekriert und dem Patronat von St. Joseph gewidmet.
Im Zweiten Weltkrieg wurde die Kirche am 10. Juli 1943 und besonders am 29. September 1943 schwer beschädigt und für den Gottesdienst gesperrt. Am 6. November 1944 wurde die Kuppeldachkonstruktion zerstört und in der Nacht zum 10. April 1945 brachte die Detonation von sechs Blindgängern durch den Volkssturm größte Schäden am Turm und den Gewölben.
1947–1948 wurde die bauliche Sicherheit der Kirche mit schlichter Malerei und Verglasung wiederhergestellt.
Weitere Instandsetzungen erfolgten in den Jahren 1957, 1961, 1964, 1971, 1984 und 2014.
Seit dem 13. Februar 1992 ist die Kirche als Baudenkmal unter der Nr. 294 in die Liste der Baudenkmäler der Stadt Herne eingetragen.

## Kirchenbau
Nach den Plänen des Architekten Johann Carl Pinnekamp (1872–1955) entstand in der Zeit von 1910 bis 1911 das monumentale Bauwerk aus Ruhrsandstein. Aufgrund seiner Lage zwischen drei Straßen war die Kirche mit drei Schauseiten geplant. Das Gebäude, mit einem dazu gleichzeitig geplanten und ausgeführten Pfarrhaus, ist in der späten Phase des Historismus anzusiedeln, die nach Monumentalität strebt und bereits eine Reduzierung der Formensprache aufweist.
Die geostete dreischiffige Basilika mit Querhaus ist auf 46,69 m × 22,66 m Grundfläche errichtet. Ein quadratisches, flach gedecktes, dreijochige Mittelschiff (11 m × 12,28 m) wird an von zwei 3,75 m breiten, von Quer- und Längsgurten in drei gleich große Joche unterteilten kreuzgewölbten Seitenschiffen flankiert. Das flach gedeckte Querschiff (11 m × 24,4 m) beinhaltet die ausgeschiedene Vierung mit einem achtteiligen Klostergewölbe (11 m × 11 m). In den Seitenschiffen befinden sich im Westen jeweils kleine Konchen.
Dem Hauptchor (11 m × 7 m) mit eingezogener halbrunder Apsis waren ursprünglich zwei Nebenchöre zur Seite gestellt, welche in den 1973-Jahren zur anderweitigen Nutzung abgetrennt wurden und nicht mehr erkennbar sind.

### Außenbau
Die Kirche besitzt an der Westseite zwei Portale im Turm und einen Seiteneingang auf der Nordseite des Langhauses. 

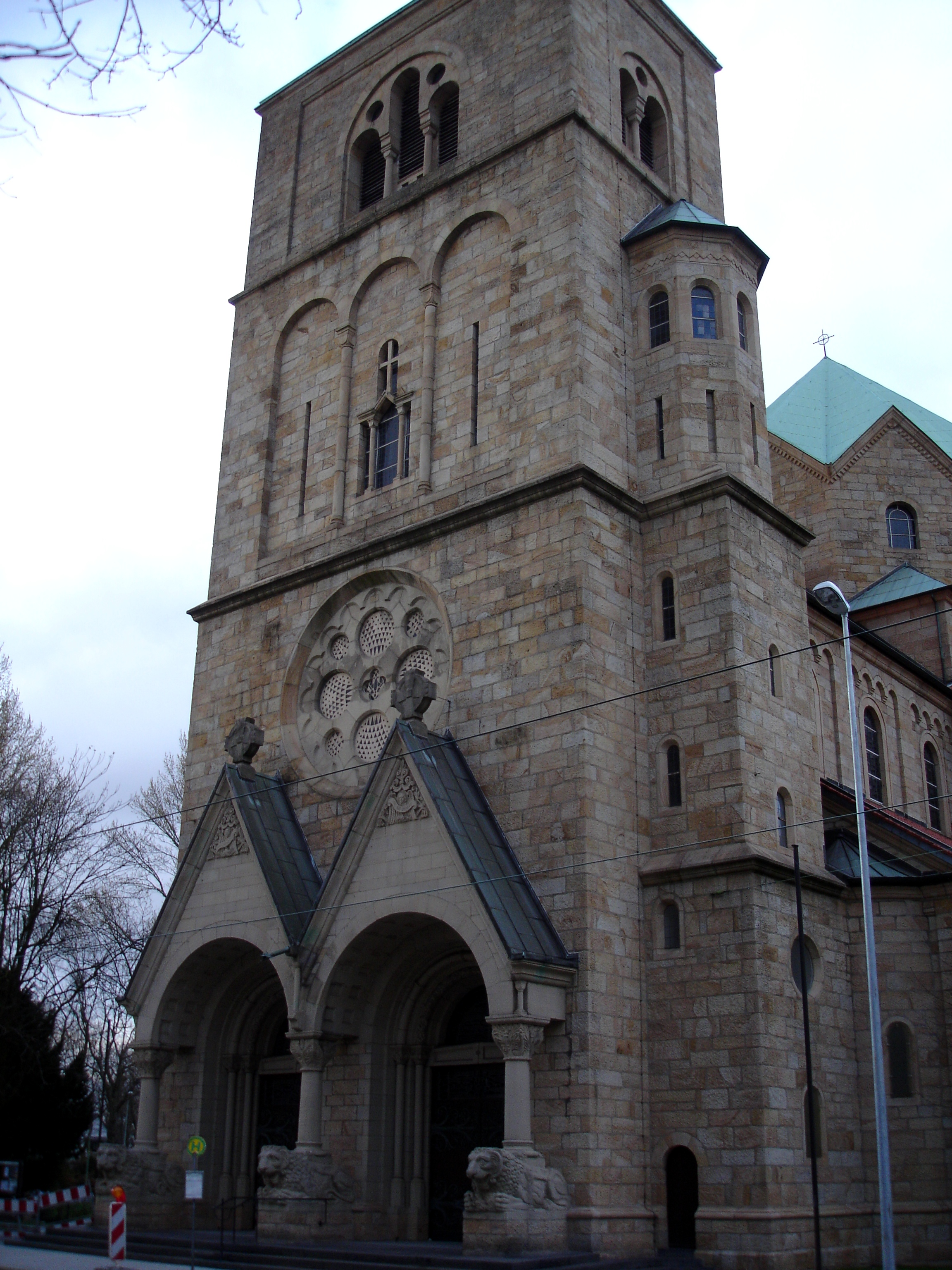
Die Löwen an der St. Joseph-Kirche

Die neuromanische Kirche ist mit unterschiedlich großen Ruhrsandsteinbossen verblendet. Auf der Westseite zur Hauptstraße liegt der massive, viergeschossige Turm auf quer-rechteckigem Grundriss. Hier ist nach dem Vorbild des Baues San Zeno Maggiore in Verona eine Vorhalle vorgesetzt, die nach seinem italienischen Vorbild von drei Löwenplastiken bewacht wird, welche auf Sockeln aus Sandstein liegen und aus Ibbenbürener Sandstein gemeißelt sind. Sie tragen drei Rundsäulen mit plastisch verzierten Kelchblockkapitellen, auf denen die beiden Spitzgiebel des Doppelportals ruhen. Die beiden Baldachinportale mit Kassettierung der Bogenlaibung sind wie das Gewände in Sandstein gearbeitet und aus den Kapitellen gehen je zwei Archivolten hervor. Das Tympanonfeld ist mit rekonstruierten pflanzlichem Ornament ausgefüllt. Die anderen Portale sind ebenfalls ähnlich gestaltet.

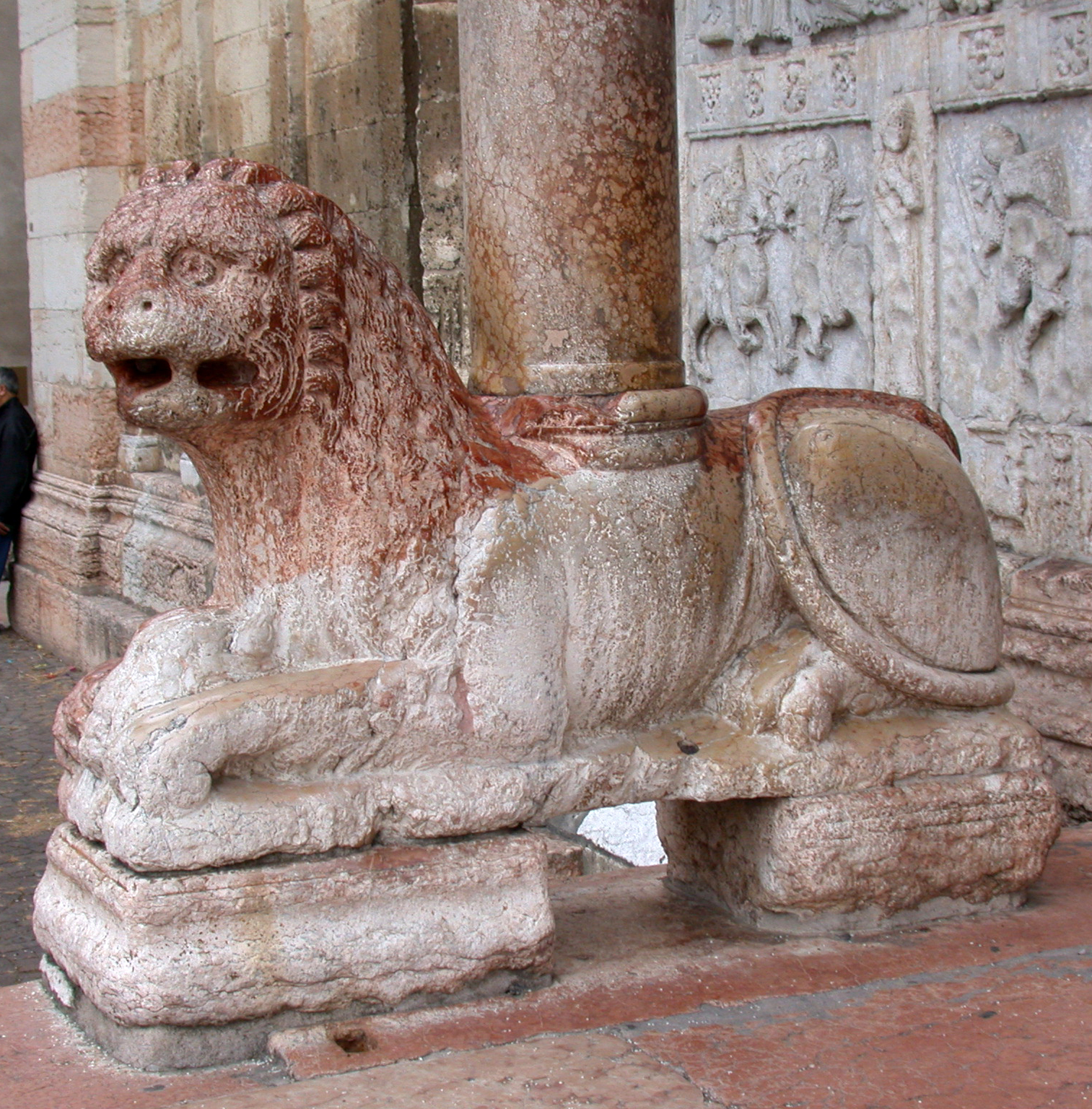
Das originale Vorbild in Verona

## Ausstattung
- Das Chorgestühl stammte vom Bildhauer und Kunsttischler August Bücker in Rheda und stammt aus dem Jahr 1927.
- Der Hochaltar aus dem Jahr 2006 ist eine rekonstruierende Neufassung des 1965 zerstörten ersten Hochaltares von 1913 unter Verwendung der originalen Kreuzigungsgruppe.
- Kreuz von Heinrich Erlenkötter (1922–1979) aus Wiedenbrück.
- Die Glasfenster sind Entwürfe des Herner Künstlers Jupp Gesing und 1972 entstanden.[2]
- 1972 Ambo, Altartisch, Taufbrunnen und weitere Liturgische Gegenstände von Herbert Lorenz.

## Glocken
Das erste Geläut, drei Bronzeglocken (Petrus, Paulis, Maria; dis′ – fis′ – gis′) der Glockengießerei Heinrich Humpert aus Brilon wurde im Dezember 1911 angeliefert. Die zwei größeren wurden schon am 1. Juli 1917 als Kriegsmaterial requiriert und erst 1925 durch neue ersetzt. 1942 wurden alle drei an Ort und Stelle zerschlagen und ebenfalls requiriert. Am 28. Februar 1956 wurden vier neue Glocken (Geläutedisposition h°, e′, d′ und g′) von Petit & Gebr. Edelbrock in Gescher gegossen und am 18. März 1956 konsekriert.

## Orgel
Über die erste Orgel ist nicht viel bekannt. Für die zweite wurde seit 1936 kollektiert und 1940 beim Dorstener Orgelbauer Franz Breil in Auftrag gegeben. Am 25. Mai 1941 in Betrieb genommen und am 10. April 1945 stark beschädigt. Am 5. August 1962 wurde die dritte Orgel feierlich eingeweiht. Sie stammt von Matthias Kreienbrink nach der Disposition von Franz Esser (Kirchenmusikdirektor in Bochum).
Das Instrument verfügt über 38 Register mit folgender Disposition:
| I Rückpositiv C– |       |
| Grobgedackt      | 8′    |
| Quintade         | 8′    |
| Flötenprinzipal  | 4′    |
| Prinzipal        | 2′    |
| Sifflöte         | 1 ⁄3′ |
| Sesquialter III  |       |
| Scharff IV       | 2⁄3′  |
| Holzdulcian      | 16′   |
| Regal            | 8′    |
| Tremulant        |       |

| II Hauptwerk C– |       |
| Pommer          | 16′   |
| Zinnprinzipal   | 8′    |
| Rohrflöte       | 8′    |
| Oktave          | 4′    |
| Gemshorn        | 4′    |
| Prinzipalquinte | 2 ⁄3′ |
| Schwiegel       | 2′    |
| Großmixtur VI   | 1 ⁄3′ |
| Hellcymbel III  | 1⁄4′  |
| Kupfertrompete  | 8′    |

| III Schwellwerk C– |     |
| Violflöte          | 8′  |
| Bleigedackt        | 8′  |
| Hornpraestant      | 4′  |
| Spitzgedackt       | 4′  |
| Waldflöte          | 2′  |
| Terzsept II        |     |
| Flageolett         | 1′  |
| Kleinmixtur IV     | 1′  |
| Engtrompete        | 16′ |
| Hornoboe           | 8′  |

| Pedal C–      |     |
| Prinzipal     | 16′ |
| Subbaß        | 16′ |
| Zinnoktave    | 8′  |
| Gedacktpommer | 8′  |
| Choralbaß     | 4′  |
| Nachthorn     | 2′  |
| Mixtur V      | 2′  |
| Posaune       | 16′ |
| Clarion       | 4′  |

- Koppeln: II/I, III/I, III/II, I/P, II/P, III/P

## Pfarrer und Geistliche
| Amtszeit             | Name                        | Lebensdaten | Anmerkungen |
| -------------------- | --------------------------- | --- | --- |
| 1894–1904            | Johannes Schmidt            | | erster Rektor der Rektoratsschule in Wanne-Süd und Seelsorger |
| 1907–1934            | Pfarrer Joseph Luft         | (* in Eickel; † 13. Mai 1934) | Rektor der Rektoratsschule in Wanne-Süd und seit 1907 erster Pfarrer der Neugemeinde. Dechant des Dekanats Wanne-Eickel |
| 1934–1945            | Pfarrer Franz Wortmann      | | Stellenverzicht zum 1. Juli 1945 |
| 1945–1962            | Pfarrer Heinrich Schaut     | (* in Hamm; † 12. Januar 1962 in Wanne-Eickel) | Vikar, Pfarradministrator seit 1944, 1956 Dechant des Dekanates Wanne-Eickel |
| 1962–1963            | Pfarrer Erich Birkefeld     | | |
| 1963–1974            | Pfarrer Augustinus Cöppicus | (* 1915; † 3. August 1974) | 1959–1963 Pfarrvikar in Berghofen, 1968 Dechant des Dekanates Wanne-Eickel. |
| 1975–2001            | Pfarrer Franz-Josef Adamiak | | Priesterweihe am 23. Juli 1959 in Paderborn. 2007 Geistlicher Rat ad honores, Subsidiar im Pastoralverbund Wanne-Süd |
| 2001–2004            | Pfarrer Jochen Andreas      | (* 1. September 1963 in Meschede) | Priesterweihe am 18. Mai 1991 in Paderborn, 1991 bis 1995 Vikar in Bielefeld, zugleich Seelsorger für die katholischen Bewohner Bethels. 1995 Pfarradministrator und Pfarrer in Wanne-West und zugleich Pfarrer von St. Joseph und Leiter des Pastoralverbundes Wanne. 2004 Pastor im Pastoralverbund Dortmund Nord-West, 2007 Pfarradministrator in Kirchlinde und Heilig Kreuz, Jungferntal, ab November 2011 Pastor im Pastoralverbund Bigge-Lenne-Tal |
| Seit dem 1. Mai 2004 | Pfarrer Thomas Horsch       | (* 15. Juli 1961 in Herne) Priesterweihe am 17. Mai 1997 im Hohen Dom zu Paderborn. 1997 bis 2001 Vikar der Pfarrei Liebfrauen in Hamm-Süden. 2001 bis 2004 Pastor im Pastoralverbund Netpherland. | Seit 2004 Leitender Pfarrer des Pastoralverbundes Wanne und zugleich Pfarrer von St. Michael zu Wanne-Bickern |